# التحالف الديمقراطي الكبير
التحالف الديمقراطي الكبير هو تحالف انتخابي من مختلف الأحزاب السياسية في باكستان، تم تشكيله في أعقاب الانتخابات العامة الباكستانية لعام 2018.
أحد أهداف هذا التحالف هو هزيمة حزب الشعب الباكستاني في مقاطعة السند، التي تعتبر معقلًا لحزب الشعب الباكستاني. ويضم التحالف الرابطة الإسلامية الباكستانية (ف) وهو الحزب الذي ظهر في المركز الثاني بعد حزب الشعب الباكستاني في انتخابات المحافظات لعام 2013 في إقليم السند وحصل على 12٪ من الأصوات في المقاطعة بمفرده. واعتبر التحالف منافسًا رئيسيًا لحزب الشعب الباكستاني في انتخابات 2018.

## أعضاء التحالف
يتكون التحالف الديمقراطي الكبير من:
- فهميدة ميرزا / ذو الفقار ميرزا [3]
- الرابطة الإسلامية الباكستانية (ف)
- الجماعة الإسلامية الباكستانية (ق) [فقط في السند] [4]
- حركة عوامي القومية
- حزب الشعب الوطني
- جبهة السند الوطنية
- حزب الشعب الباكستاني العمالي
- حزب الشعب الباكستاني (شهيد بوتو)

## الانتخابات العامة 2018
في الانتخابات العامة الباكستانية لعام 2018 ، تعاون التحالف مع حركة الإنصاف الباكستانية من خلال تشكيل تحالف في أكثر من عشرة مقاعد بهدف هزيمة حزب الشعب الباكستاني، وفاز التحالف بـ 13 مقعدًا في مجلس مقاطعة السند، ومقعدين في المجلس الوطني الباكستاني وحصل على ما يقرب من 15 ٪ من الأصوات في السند.